# Fuerzas báricas

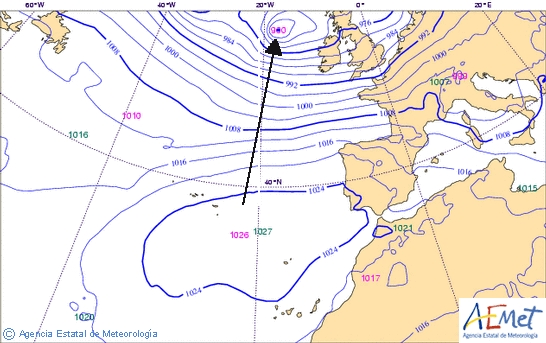
Sobre este mapa de isobaras, tomado el 11/3/2008 por la agencia estatal española de meteorología, se ha dibujado una flecha negra que indica la dirección de las fuerzas debidas al gradiente barométrico o de presiones. La presión atmosférica de cada isobara viene expresada en hPa.

Las fuerzas báricas o de presión son producidas por diferencias en la presión de un fluido. En meteorología dicho fluido será la atmósfera. Estas fuerzas actúan perpendicularmente a las isobaras, líneas de presión constante, produciendo un gradiente, el gradiente barométrico. Estas fuerzas existen independientemente de la velocidad del viento y pueden hacer que comiencen vientos horizontales o acelerar/decelerar/cambiar la dirección de vientos ya existentes. En un mapa del tiempo, las isobaras más cercanas indican una fuerza mayor. Las fuerzas de presión dependen de la variación en la presión (o del gradiente barométrico) de la siguiente manera:
{\displaystyle {\dfrac {F_{x}}{m}}=-{\dfrac {1}{\rho }}\cdot {\dfrac {\bigtriangleup P}{\bigtriangleup x}}}
{\displaystyle {\dfrac {F_{y}}{m}}=-{\dfrac {1}{\rho }}\cdot {\dfrac {\bigtriangleup P}{\bigtriangleup y}}}
{\displaystyle {\dfrac {F_{z}}{m}}=-{\dfrac {1}{\rho }}\cdot {\dfrac {\bigtriangleup P}{\bigtriangleup z}}}
Siendo {\displaystyle \rho } la densidad del aire y {\displaystyle \bigtriangleup P} el cambio de presión en la distancia {\displaystyle \bigtriangleup x}, {\displaystyle \bigtriangleup y} o {\displaystyle \bigtriangleup z}. El signo menos se debe a que la fuerza va de altas a bajas presiones, ya que los gases tienden a expandirse yendo de regiones de alta presión hacia zonas de presión más baja.